# وزنه‌برداری در المپیک تابستانی ۲۰۲۴ – ۶۱ کیلوگرم مردان
وزنه‌برداری ۶۱ کیلوگرم مردان، یکی از رقابت‌های برگزار شده وزنه‌برداری در المپیک تابستانی ۲۰۲۴ پاریس بود که ۷ اوت همین سال در نمایشگاه پورت دو ورسای پاریس برگزار شد.

## رکوردها
پیش از آغاز مسابقات، رکوردها به شرح زیر بود.
پیش از این رقابت، رکوردهای جهانی و المپیک موجود به شرح زیر بود.
| رکورد جهانی  | یک ضرب | لی فابین (CHN)     | ۱۴۶ کیلوگرم | فوکت، تایلند   | ۲ آوریل ۲۰۲۴    |  |
| رکورد جهانی  | دو ضرب | همپتون موریس (USA) | ۱۷۶ کیلوگرم | فوکت، تایلند   | ۲ آوریل ۲۰۲۴    |  |
| رکورد جهانی  | مجموع  | لی فابین (CHN)     | ۳۱۸ کیلوگرم | پاتایا، تایلند | ۱۹ سپتامبر ۲۰۱۹ |  |
|              |        |                    |             |                |                 |  |
| رکورد المپیک | یک ضرب | Olympic Standard   | ۱۴۲ کیلوگرم | —              | ۱ نوامبر ۲۰۱۸   |  |
| رکورد المپیک | دو ضرب | لی فابین (CHN)     | ۱۷۲ کیلوگرم | توکیو، ژاپن    | ۲۵ ژوئیه ۲۰۲۱   |  |
| رکورد المپیک | مجموع  | لی فابین (CHN)     | ۳۱۳ کیلوگرم | توکیو، ژاپن    | ۲۵ ژوئیه ۲۰۲۱   |  |

رکورد المپیک برای بخش یک‌ضرب در این دوره از مسابقات شکسته شد.
| کتگوری | ورزشکار        | رکورد جدید  | گونه |
| ------ | -------------- | ----------- | ---- |
| یک‌ضرب  | لی فابین (CHN) | ۱۴۳ کیلوگرم | ر.ک  |

## نتایج
| رتبه  | ورزشکار          | ملیت                | یک‌ضرب (کیلوگرم) | یک‌ضرب (کیلوگرم) | یک‌ضرب (کیلوگرم) | یک‌ضرب (کیلوگرم) | دوضرب (کیلوگرم) | دوضرب (کیلوگرم) | دوضرب (کیلوگرم) | دوضرب (کیلوگرم) | مجموع |
| رتبه  | ورزشکار          | ملیت                | ۱               | ۲               | ۳               | نتیجه           | ۱               | ۲               | ۳               | نتیجه           | مجموع |
| ----- | ---------------- | ------------------- | --------------- | --------------- | --------------- | --------------- | --------------- | --------------- | --------------- | --------------- | ----- |
| 1     | لی فابین         | چین                 | ۱۳۷             | ۱۴۰             | ۱۴۳             | ۱۴۳ ر.ک         | ۱۶۷             | ۱۶۷             | ۱۷۲             | ۱۶۷             | ۳۱۰   |
| 2     | تیراپونگ سیلاچای | تایلند              | ۱۲۷             | ۱۳۰             | ۱۳۲             | ۱۳۲             | ۱۶۷             | ۱۶۹             | ۱۷۱             | ۱۷۱             | ۳۰۳   |
| 3     | همپتون موریس     | ایالات متحده آمریکا | ۱۲۲             | ۱۲۵             | ۱۲۶             | ۱۲۶             | ۱۶۸             | ۱۷۲             | ۱۷۸             | ۱۷۲             | ۲۹۸   |
| ۴     | انیک کاسدان      | مالزی               | ۱۲۶             | ۱۳۰             | ۱۳۰             | ۱۳۰             | ۱۶۷             | ۱۷۴             | ۱۷۴             | ۱۶۷             | ۲۹۷   |
| ۵     | مورآ بارو        | پاپوآ گینه نو       | ۱۱۸             | ۱۲۲             | ۱۲۲             | ۱۱۸             | ۱۵۰             | ۱۵۷             | ۱۶۱             | ۱۶۱             | ۲۷۹   |
| ۶     | شوتا میشولیزده   | گرجستان             | ۱۱۴             | ۱۲۱             | ۱۲۸             | ۱۲۱             | ۱۲۵             | ۱۳۵             | ۱۵۰             | ۱۳۵             | ۲۵۶   |
| ۷     | کایمائوری اراتی  | کیریباتی            | ۹۵              | ۱۰۰             | ۱۰۰             | ۱۰۰             | ۱۲۰             | ۱۲۰             | ۱۲۴             | ۱۲۰             | ۲۲۰   |
| —     | اکو یولی ایراوان | اندونزی             | ۱۳۵             | ۱۳۵             | ۱۳۹             | ۱۳۵             | ۱۶۲             | ۱۶۲             | ۱۶۵             | —               | DNF   |
| —     | ایوان دیموف      | بلغارستان           | ۱۳۴             | ۱۳۴             | ۱۳۵             | —               | —               | —               | —               | —               | DNF   |
| —     | سرجیو ماسیدا     | ایتالیا             | ۱۳۲             | ۱۳۴             | ۱۳۴             | —               | —               | —               | —               | —               | DNF   |
| —     | ترین وان وینه    | ویتنام              | ۱۲۸             | ۱۲۸             | ۱۲۸             | —               | —               | —               | —               | —               | DNF   |
| —     | جان سنیزا        | فیلیپین             | ۱۲۵             | ۱۲۵             | ۱۲۵             | —               | —               | —               | —               | —               | DNF   |
| منبع: |                  |                     |                 |                 |                 |                 |                 |                 |                 |                 |       |